# 西山史晃
西山 史晃（にしやま ふみあき、1963年11月3日 - ）は、日本のベーシスト。兵庫県神戸市生まれ、愛知県名古屋市育ち。身長185cm。

## 経歴
中学1年よりギターを始める。池田貴族、松岡モトキとは名古屋市立若水中学校で同級生。その後、名古屋市立向陽高等学校卒業。高校でもアバンド「セオドラ」で活動。20歳前にベーシストへ転向。明治大学中退。
1985年11月、キングレコードよりバンド・ROGUEでデビュー。この頃より作詞・作曲を開始。その後、バンドはインディーズ、ポニーキャニオンと移籍しながら7枚のアルバムを発表。この時の名前は「西山文明」。全国のホール・ライブハウスなどでツアーを重ねたあと、1989年、日本武道館にて単独ライブ達成。1990年、バンドは解散の道を選ぶ（ROGUEの項も参照）。
1991年、KNiFeを結成、ボーカルとベースを担当する。1992年、東芝EMIより、自身のアルバム『#0001』を発表後もアルバム2枚、マキシシングル3枚を発表する。KNiFeの活動と平行して、ベーシストとして氷室京介や清春などのライブやレコーディングに多く参加する。この頃に現在の「西山史晃」に改名。
2007年、racchi名義でテレビ朝日「警視庁捜査一課9係」の挿入曲を担当。
当時の番組プロデューサー松本基弘（「相棒」チーフプロデューサー）は高校の同級生でもある。

## 使用楽器
- Fender Precision'66[1]
- Sonic USB〜original model[1]

## 自身の活動
- 西山史晃ソロ（Vo,Bass）
- racchi（Musician,Producer）
- フラワーマンband（Bass）
- KISSAMA(Bass,cho)

## ライブ・サポート
- ENDS
- 氷室京介[1]
- rice（レコーディング・含む）
- 山下久美子
- 麻倉あきら
- THE WILLARD